# Gerard de Ruán
Gerard (fallecido el 21 de mayo de 1108) fue un clérigo y funcionario real normando, arzobispo de York entre 1100 y 1108 y Lord Canciller de Inglaterra desde 1085 hasta 1092. Miembro del cabildo catedralicio de Ruan antes de convertirse en funcionario real bajo el rey Guillermo I de Inglaterra y posteriormente su hijo Guillermo II. Gerard fue nombrado Lord Canciller por Guillermo I y continuó con el cargo bajo sus sucesor, que lo recompensó con el obispado de Hereford en 1096. Gerard pudo haber estado en la partida de caza real en la que Guillermo II fue asesinado, así como presenciando la firma de la primera carta del nuevo rey, Enrique I de Inglaterra, pocos días después de la muerte de Guillermo.

## Primeros años y carrera
Poco después de la coronación de Enrique, Gerard fue nombrado recientemente vacante sede de York, lo que le llevó a implicarse en la larga disputa entre York y Canterbury sobre el primado de Inglaterra. Gerard logró obtener un reconocimiento papal para la reclamación de York de jurisdicción sobre la iglesia en Escocia, pero fue forzado a aceptar un compromiso con su homólogo en Canterbury, Anselmo, sobre la autoridad de Canterbury sobre York, aunque este reconocimiento no era vinculante para sus sucesores. En las controversia de las investiduras entre el rey y el papado sobre el derecho a nombrar a obispos, Gerard trabajó en conciliar las pretensiones de ambas partes, hasta que fue resuelta finalmente en 1107.
Gerard promovió los estudios en su jurisdicción, hasta el extremo de instar a alguno de sus clérigos a estudiar hebreo, un idioma raramente estudiado en el momento. Él mismo fue estudiante de astrología, de tal modo que alguno de sus contemporáneos le acusó de dedicarse a la magia y la brujería. En parte debido a estos rumores y a sus impopulares intentos de reforma del cabildo catedralicio de York, se le denegó un entierro dentro de la Catedral de York después de su repentina muerte en 1108. Su sucesor como arzobispo de Gerard, sin embargo, trasladó sus restos al interior del templo desde su lugar de entierro original, al lado del pórtico.